# Relatywizm historyczny

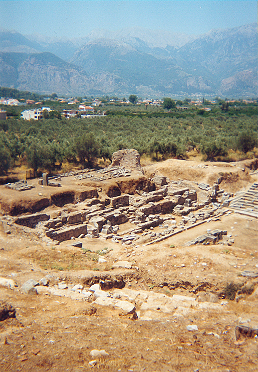
W starożytnej Sparcie (na fotografii jej ruiny) chore dzieci zrzucano ze skały (spartańskie wychowanie). Niegdyś norma pozwalała na taki sposób postępowania, obecnie uznaje się je za niedopuszczalne

Relatywizm historyczny – w etyce względność pojęć moralnych w zależności od epoki historycznej, do której odnosi się ocena moralna.
W obrębie różnych systemów moralnych występują różnorakie normy moralne. Jedne z nich zachowują się w podobnej formie wraz z upływem czasu, dzięki czemu znalazły sobie miejsce w większości obecnie istniejących systemów etycznych (są to elementarne normy moralne). Inne natomiast zmieniają się wraz z nim.
Na przykład w społeczeństwach plemiennych chorobę uznawano niekiedy za karę zesłaną przez demona. Pozostanie takiej osoby w społeczności groziło wedle tamtejszego sposobu myślenia rozszerzeniem gniewu istoty nadprzyrodzonej na innych członków zbiorowości. W związku z tym uznawano za właściwe wydalenie chorej osoby poza obręb społeczności, pozwalała na to istniejąca w takich grupach ludzi norma moralna, choć nakazywać mogła też zapewnienie wygnanej osobie pożywienie. W czasach obecnych choroby zazwyczaj nie wiąże się z działalnością demonów, ale stara się wyjaśnić ich przyczyny, których poznanie wiąże się z zupełnie innym sposobem postępowania. Norma moralna zmieniła się z biegiem czasu. Tak więc normy moralne nie muszą być trwałe, ale mogą ulegać zmianom z upływem czasu.